# 권재원
권재원(1971년 1월 20일 ~ )은 대한민국의 배우이다.

## 학력
- 서울예술대학교 연극과

## 출연작

### 영화
- 《왓니껴》 (2014년) - 택규 역
- 《3동 201호》 (2012년) - 경섭 역
- 《부산》 (2009년) - 장기밀매업자 역
- 《바람 피기 좋은 날》 (2007년) - 심부름센터직원 2 역
- 《천하장사 마돈나》 (2006년) - 변호사 역
- 《신장개업》 (1999년) - 의사 역
- 《스카이 닥터》 (1997년) - 군인 2 역
- 《마리아와 여인숙》 (1997년)
- 《넘버 3》 (1997년) - 태주 보디들 역

### 드라마
- 《파수꾼》 (MBC, 2017년)
- 《순정에 반하다》 (JTBC, 2015년)

### 연극
- 《봉선화》
- 《굴레방다리의 소극》
- 《휴먼코메디》
- 《보이첵》
- 《키사라기 미키짱》
- 《굴레방다리의 소극》
- 《서울소음》
- 《왕벚나무 동산》
- 《뺑파전》
- 《오서방 이야기》
- 《축구》
- 《시간의 사용》
- 《두문사이》
- 《스펙트럼》